# Томми (фильм, 1975)
«Томми» (англ. Tommy) — музыкальный фильм режиссёра Кена Рассела, снятый на основе одноимённой рок-оперы группы The Who.

## Сюжет
Великобритания, канун Второй мировой войны. Полковник авиации Королевских военно-воздушных сил Великобритании Уокер счастливо живёт со своей женой Норой, но через какое-то время он уходит на фронт, а его жена устраивается работать на военный завод, где собирает снаряды со шрапнелью. Спустя какое-то время ей приходит с фронта похоронка. Аккурат в День Победы у Норы рождается сын, которого она называет Томми.
Спустя несколько лет Томми и Нора попадают в оздоровительный лагерь, где знакомятся с тамошним работником Фрэнком Хоббсом, который завоёвывает их внимание и домой они возвращаются втроём. Фрэнк и Нора хотят пожениться, но случается непредвиденное. В канун 1951 года домой возвращается капитан Уокер, который, оказывается, не умер. Его неожиданный визит и то, что он застаёт Нору и Фрэнка в постели, провоцирует последнего на защитную реакцию, из-за которой Уокер погибает (Фрэнк бьёт его по шее настольной лампой). Это случайно видит Томми, которому Нора и Фрэнк внушают, что тот ничего не видел, не слышал и никому не расскажет. От пережитого шока Томми в один миг теряет слух, зрение и голос. Он уходит в свой мир, связанный с реальностью только зеркальным кругом и собственным зеркальным отражением.
Фрэнк и Нора пытаются излечить мальчика с помощью церкви, где поклоняются Мэрилин Монро, пробуют использовать сильные наркотики, но ничего не помогает. Постепенно они теряют к сыну интерес и оставляют его на попечение родственников — садиста-кузена Кевина и сексуально озабоченного дяди Эрни, которые пользуются неспособностью мальчика ответить. Однажды, следуя за отражением, Томми натыкается на автомат для игры в пинбол. Пинбол неожиданно увлекает его, он обыгрывает чемпиона мира и становится знаменитым. Его мать теперь утопает в роскоши, а Томми по-прежнему слеп, нем и глух к внешнему миру, хотя врач, обследовав его, заключает, что тот здоров — необходимо лишь разрушить барьер, отделяющий его от мира.
Барьер действительно рушится, когда мать толкает его сквозь зеркало — он падает в бассейн и выходит из воды очнувшимся и свободным. Томми хочет учить людей открывшемуся ему пониманию свободы и счастья. Он снимает бриллианты с рук матери и окунает её в воду, словно совершая таинство крещения, он созывает самых разных людей и проповедует своё знание. Ученики закрывают глаза очками и затыкают уши, надеясь повторить путь Томми, фанаты обступают его, но понимания свободы не приходит. Люди озлобляются, разрушают лагерь и убивают близких Томми — его мать Нору и приёмного отца Фрэнка. В одиночестве он встречает рассвет, как в начале фильма — его отец.

## В ролях
- Роджер Долтри — Томми (впервые появляется в сцене «Прозрение слепых»)
  - Барри Уинч — юный Томми
- Энн-Маргрет — Нора, мать Томми
- Оливер Рид — Фрэнк, отчим Томми
- Пол Николас — кузен Кевин
- Кит Мун — дядя Эрни
- Эрик Клэптон — жрец культа Мэрилин
- Тина Тёрнер — Королева Кислоты
- Элтон Джон — Чародей Пинбола
- Джек Николсон — доктор
- Роберт Пауэлл — капитан Уокер, отец Томми
- Виктория Рассел — Салли Симпсон
- Артур Браун — священник
- Пит Таунсенд, Джон Энтвисл, Кит Мун — участники рок-группы

## Производство
Изначально было объявлено, что Роджер Долтри исполнит роль Томми, а Кит Мун — дяди Эрни. Ходили слухи о том, кто сыграет других персонажей, среди которых упоминались такие имена, как Дэвид Боуи (персонаж, в итоге отданный Тине Тёрнер), Элтон Джон, Барбра Стрейзанд и Мик Джаггер. В декабре 73-го появилась информация, что Энн-Маргрет станет экранной матерью Томми. Она  была выбрана на эту роль, потому что, по словам Рассела, ему «нужна была превосходная певица».
Съёмки начались в апреле 1974 года и продолжались двенадцать недель. В своих комментариях к DVD-релизу фильма 2004 года Кен Рассел заявил, что начальная и заключительная сцены на открытом воздухе снимались в долине Борроудейл в Озёрном крае Англии, недалеко от его собственного дома, в том же месте, где он дублировал сцены сельской Австрии и Богемии в своём предыдущем фильме «Малер», где главную роль сыграл Роберт Пауэлл. Большая же часть фильма была в окрестностях Портсмута.
В ряде сцен можно увидеть также пирс Саут-Парад. 11 июня 1974 года пирс загорелся и был серьёзно повреждён во время съёмок. По словам Рассела, пожар начался на съёмках сцены танца Энн-Маргрет и Оливера Рида в эпизоде «Лагерь отдыха Берни»; в нескольких кадрах перед камерой виден дым от пожара. Рассел также использовал короткий кадр с полностью объятым огнём зданием в сцене разрушения «Лагеря отдыха Томми» его разочарованными последователями. 

## Награды и номинации
- 1976 — две номинации на премию «Оскар» за лучшую женскую роль второго плана (Энн-Маргрет) и музыку (Пит Таунсенд).
- 1976 — премия «Золотой глобус» за лучшую женскую роль — комедия или мюзикл, а также две номинации за лучший фильм комедия или мюзикл и за лучший актёрский дебют (Роджер Долтри).